# 425 aC
El 425 aC va ser un any del calendari romà prejulià. Era l'any 329 ab urbe condita o de la fundació de Roma. L'ús del nom «425 aC» per referir-se a aquest any es remunta a l'alta edat mitjana, quan el sistema Anno Domini va ser el mètode de numeració dels anys més comú a Europa.

## Esdeveniments
- Representació d'Els acarnesos una comèdia d'Aristòfanes, Va guanyar el primer premi en el festival de les Lenees.[2]
- Els espartans ocupen la ciutat de Pilos, i els atenencs dirigits pel general Demòstenes vencen els espartans, capturant la seva flota i deixant l'enemic a l'illa d'Esfactèria.[3]
- Nícies va prendre part en la batalla d'Esfactèria i tot seguit va atacar Corint, va derrotar els corintis. A continuació va anar a Cromió, va devastar el territori i després va passar a Epidaure. Va construir una murada a l'Istme de Corint que connectava Metone amb terra ferma i va deixar una guarnició a la ciutat.[4]
- A Roma van ser elegits quatre tribuns amb potestat consular: Aulus Semproni Atratí, Luci Quinti Cincinnat, Luci Furi Medul·lí Fus i Luci Horaci Barbat.[5]
- Roma venç a la ciutat etrusca de Veii.

## Naixements
- Artaxerxes III de Pèrsia, fill d'Artaxerxes II.[6]

## Necrològiques
- Heròdot, historiador i geògraf de l'antiga Grècia.[7]